# Monitor

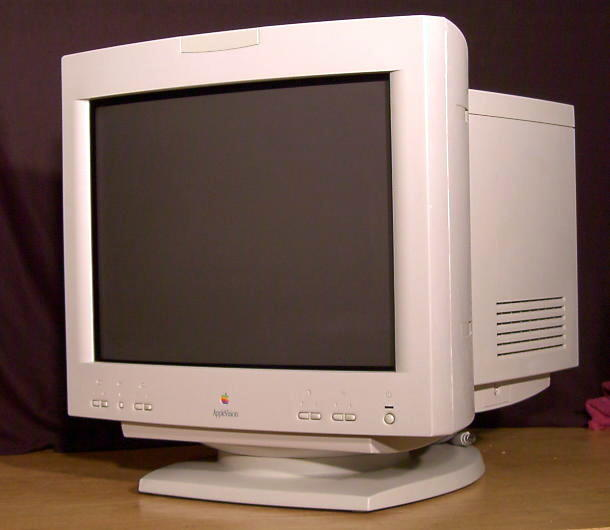
Monitor de tip CRT

Monitorul este un dispozitiv periferic de ieșire pentru afișare grafică luminoasă de date și imagini, folosit uzual în instalații de telecomunicație și în tehnica prelucrării datelor. Datele sunt reprezentate prin caractere și simboluri. Din punct de vedere constructiv, monitoarele erau la origine televizoare fără partea de recepție a semnalelor TV.
După modelul de construcție există monitoare LCD și LED cu cristale lichide

## Domenii de aplicație
- Se folosește în circuitele închise de televiziune, de exemplu pe aeroporturi (pentru a supraveghea diverse zone de la depărtare), și de aceea nu are nevoie să recepteze sau să prelucreze semnale din rețeaua de TV. În asemenea cazuri semnalele video vin prin fir direct de la camerele de luat vederi din cadrul unui circuit închis.
- Tot monitor se numesc și unele difuzoare de supraveghere și control suplimentare.
- Cu timpul, prin extensie, monitor (numit și ecran, display, iar uneori și aparat video) a fost numit și echipamentul periferic al calculatorului cu ajutorul căruia se afișează informațiile și se realizează complementar cu tastatura comanda și/sau comunicarea între utilizator și calculator. În acest caz monitorul este considerat o interfață grafică a utilizatorului, (Graphic User Interface sau GUI).

Primele monitoare puteau afișa doar informația de tip text și doar în 2 culori (verde, roșu sau galben pe fond negru, precum și negru pe fond gri sau alb), spre deosebire de cele actuale care pot afișa imagini mișcătoare cu miliarde de tonuri de culori.

## Dimensiuni ale diagonalei
Inițial, dimensiunile diagonale ale tuburilor folosite erau mici: 8, 9, 10, 12, 14, 15 țoli. În prezent, valorile uzuale ale monitoarelor de tip CRT (cu tub electronic) sunt de 15, 17, 19, 20, 21, 22, 24 sau și 27 de țoli.
Mărimea suprafațială a unui ecran este determinată frecvent de distanța dintre două colțuri opuse ale acestuia. Este însă o problemă, că metoda de măsurare nu face deosebire între formele geometrice exacte ale monitoarelor cu mărimi de diagonală identice, în sensul că suprafața determinată de o diagonală scade (în raport cu cele pătrate), cu cât ecranele devin mai dreptunghiulare. Spre exemplu, un monitor 4:3 21" are o suprafață de ~211 țoli pătrați, în timp ce unul 16:9 21" are o suprafață de numai ~188 țoli pătrați.
Această metodă de măsurare, relativ imprecisă, datează din vremea primelor versiuni ale televizorului CRT când tuburile rotunde erau în frecventă utilizare. Acestea aveau o singură dimensiune care descria mărimea ecranului. Când tuburile rotunde erau folosite pentru a afișa imagini dreptunghiulare, mărimea diagonalei era echivalentă cu diametrul tubului.

## Tehnologii realizatoare de imagine
Asemenea televizorului, există multe tehnologii hardware pentru afișarea informațiilor generate de computer:
- Ecran cu cristale lichide (Liquid Cristal Diode, LCD). Ecranele de tip Thin Film Transistor, TFT sunt cele mai raspândite pentru computerele noi.
  - LCD pasiv produce contrast slab, timp de raspuns înalt și alte defecte de imagine. A fost folosit în majoritatea calculatoarelor portabile până în mijlocul anilor `90.
  - LCD TFT redă imaginea cu o calitate mult mai bună. Aproape toate LCD-urile moderne sunt TFT.
- Tub catodic (Cathode Ray Tube, CRT).
- Ecrane cu plasmă.
- Proiectoarele video folosesc CRT, LCD, DLP, LCoS sau alte tehnologii pentru a trimite lumina prin aer pe suprafața unui ecran de proiecție, ca la cinema.

## Măsurători de performanță
Parametrii de performanță ai unui monitor sunt:
- Luminozitatea, măsurată în candele pe metru pătrat (cd/m²).
- Mărimea imaginii vizualizabile, măsurată diagonal. Pentru CRT-uri, mărimea este, de obicei, cu un țol mai mică decât tubul.
- Rezoluția ecranului, numărul de pixeli (puncte informaționale alb/negru) ce pot fi afișați pe fiecare dimensiune.
- Distanța dintre subpixeli de aceeași culoare, măsurată în milimetri. Cu cât această distanță este mai mică, cu atât mai ascuțită va fi imaginea.
- Rata de reîmprospătare descrie numărul de iluminări ale ecranului, într-o secundă. Rata maxima de reîmprospătare este limitată de timpul de răspuns.
- Timpul de răspuns, timpul necesar unui pixel să treacă din starea activă (negru), în starea inactivă (alb) și în cea activă, din nou (negru). Este măsurat in milisecunde (ms).
- Raportul de contrast este raportul dintre luminozitatea celei mai strălucitoare culori (alb) și a celei mai întunecate culori (negru), pe care ecranul este capabil să le producă.
- Consumul de putere (energie), măsurat în wați.
- Raportul de aspect, lungimea orizontală comparată cu cea verticală, e.g. 4:3 este raportul standard de aspect, un ecran cu lungimea de 1024 de pixeli, va avea înălțimea de 768 de pixeli. Un ecran widescreen poate avea raportul de aspect 16:9, un ecran cu lungimea de 1024 de pixeli, va avea înălțimea de 576 de pixeli.
- Unghiul de vizualizare, capacitatea ecranului de a fi privit (neperpendicular) de la un unghi diferit de 90°, fără a surveni o degradare excesivă a imaginii, măsurat în grade, orizontal și vertical....

### Comparație

#### CRT
Aspecte pozitive:
- Raport de contrast foarte ridicat (20000:1 sau mai mare, mult mai înalt decat majoritatea LCD-urilor și ecranelor cu plasmă)
- Viteză mică de răspuns
- Culoare excelentă
- Poate afișa nativ în aproape orice rezoluție și rată de reîmprospătare
- Unghi de vizualizare ridicat
- Este o tehnologie stabilă și testată de-a lungul anilor

Aspecte negative:
- Dimensiune și masă mari
- Distorsiune geometrică în CRT-uri non-plate
- Consum mai mare de putere decât un LCD de aceleași dimensiuni
- Există riscul de a apărea efectul de moar la cea mai mare rezoluție
- Intolerant al mediilor umede
- Există un risc (redus) de implozie (din cauza vidului intern) dacă tubul este avariat
- Rata de reîmprospătare scăzută cauzează un pâlpâit observabil al imaginii

#### LCD
Aspecte pozitive:
- Foarte compact și ușor
- Consum redus de putere
- Fără distorsiuni geometrice
- Rezistent

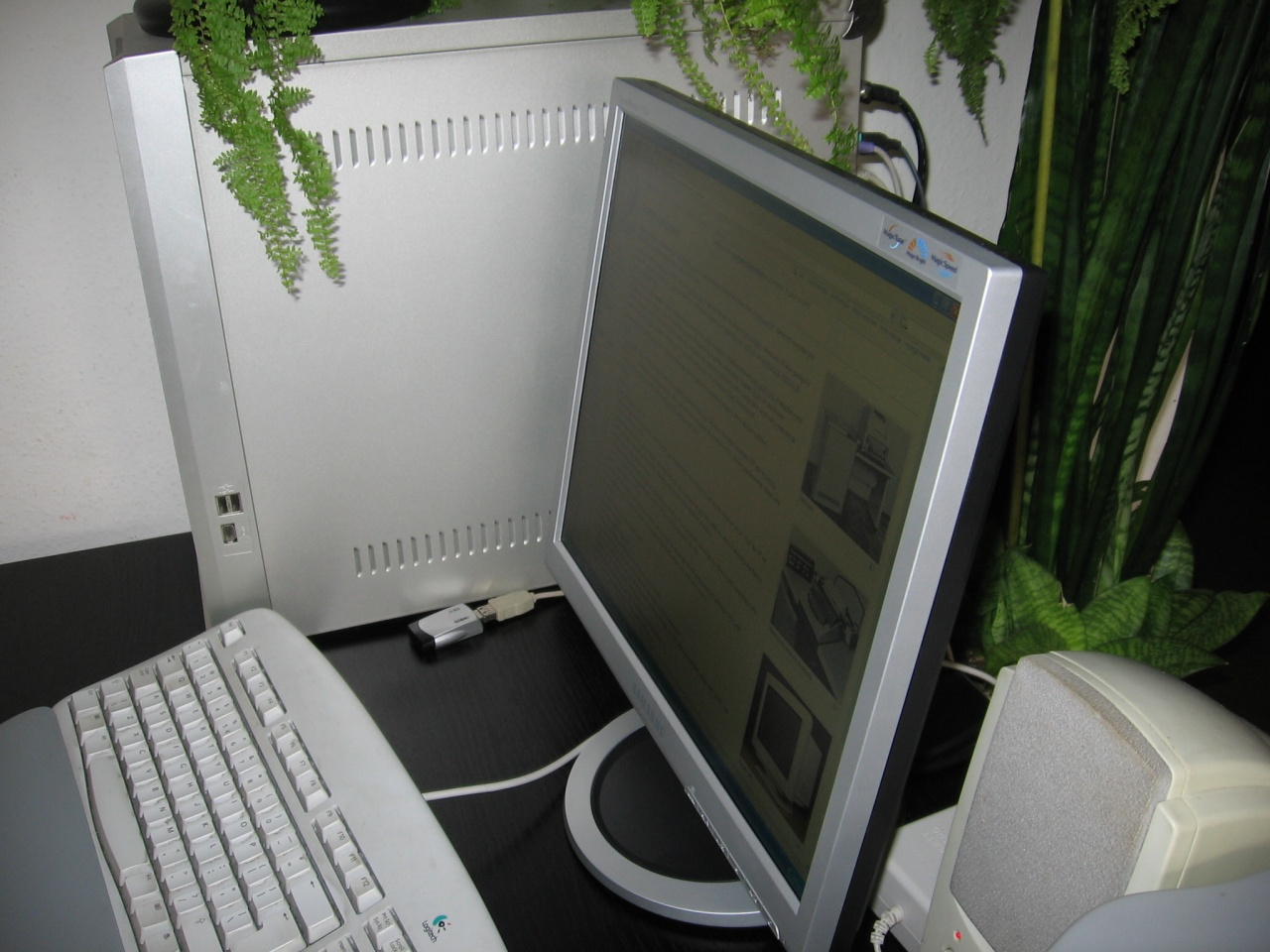
Monitor de tip LCD

- Prezintă pâlpâit foarte redus sau absent, în funcție de lumina de fundal

Aspecte negative:
- Raport scăzut de contrast
- Unghi de vizualizare limitat
- Lumina de fundal inegală poate crea distorsiuni de luminozitate
- Timpuri înalte de răspuns
- Adâncime fixă a culorilor
- Prezintă o singură rezoluție nativă
- Mai scump decât CRT
- Pixeli morți pot apărea în timpul fabricării

#### LED
Aspecte pozitive:
- Foarte compact și ușor
- Raporturi înalte de contrast (10000:1 sau mai mari)
- Viteză mică de răspuns
- Culoare excelentă
- Unghi de vizualizare ridicat
- Fără distorsiuni geometric

Aspecte negative:
- Distanță mare dintre subpixeli de aceeași culoare
- Pâlpâit observabil când este vizualizat la distanțe mici
- Temperatură ridicată de operare
- Mai scump decât LCD
- Consum ridicat de putere
- Prezintă o singură rezoluție nativă
- Adâncime fixă a culorilor
- Pixeli morți pot apărea în timpul fabricării

## Rezoluție
Informația este afișată pe un sistem de rețea ortogonală de puncte (pixeli) formând rezoluția posibilă de lucru.
Valori uzuale ale rezoluției (lățime x înălțime) sunt :
- 640x480
- 800x600
- 1024x768
- 1280x1024
- 1600x1200
- 1920x1080

Odată cu apariția monitoarelor de tip flat panel (cu tehnologie TFT, LCD sau plasmă) monitoarele CRT încep să fie din ce în ce mai puțin fabricate.

## Vezi și
- Televizor